# 9206 Янайкейдзо
9206 Янайкейдзо (9206 Yanaikeizo) — астероїд головного поясу, відкритий 1 вересня 1994 року.
Тіссеранів параметр щодо Юпітера — 3,441.
Названо на честь Янай Кейдзо (яп. やない・けいぞう(矢内圭三) янай кейдзо:).